# Thomas Madsen-Mygdal
Thomas Madsen-Mygdal (ur. 24 grudnia 1876 w Mygdal, zm. 23 lutego 1943 w Kopenhadze) – duński polityk, działacz partii Venstre, syn polityka Nielsa Petera Madsen-Mygdala.
W latach 1908–1920 był rektorem Dalum Landbrugsskole. Od 1919 do 1933 zajmował stanowisko przewodniczącego Duńskiej Rady Rolnictwa. W latach 1920–1925 zasiadał w Landstingu, a od 1926 do 1933 w Folketingecie (w latach 1929 do 1933 będąc przewodniczącym frakcji parlamentarnej Venstre). Był ministrem rolnictwa (1920-1924, 1926-1929). W latach 1926–1929 sprawował urząd premiera Danii. Od 1929 do 1941 pełnił funkcję przewodniczącego partii Venstre.
Odznaczenia:
- Krzyż Wielki Orderu Danebroga (1929)
- Komandor II Klasy Orderu Danebroga (1920)
- Kawaler Orderu Danebroga (1919)